# Gloria Inés Ramírez
Gloria Inés Ramírez Ríos, née le 8 juin 1956 à Filadelfia, est une enseignante, syndicaliste et politicienne colombienne, membre du Parti communiste colombien.
En 2022, elle est nommée au poste de ministre du Travail dans le gouvernement de Gustavo Petro, à ce poste elle a mené à bien la mise en place d'un nouveau système de retraite pour les salariés.